# Cocodrils

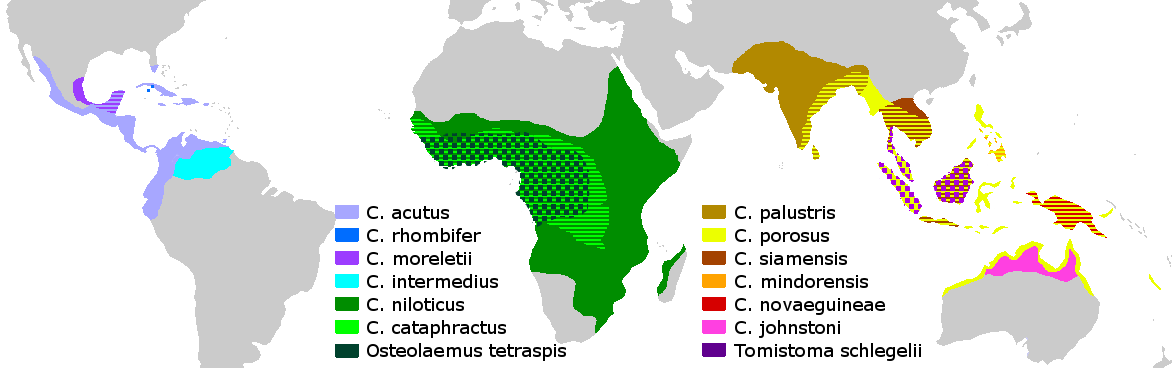
Distribució dels cocodrils

Els cocodrils, crocodils o cocodrílids (Crocodylidae) són una família de crocodilians. La família inclou 14 espècies de grans sauròpsids (rèptils) carnívors semiaquàtics. El terme «cocodril» també s'utilitza per a denominar tots els membres de l'ordre Crocodilia, que inclou els cocodrílids, els al·ligatòrids (al·ligàtors, caimans, yacarés) i els gaviàlids.

## Nomenclatura
Cal destacar que el mot «cocodril» ha patit metàtesi, és a dir, un canvi en l'ordre d'algun so dins un mot. En efecte, «cocodril» prové del grec krokos i en la majoria de llengües encara es conserva aquesta grafia, com en crocodile del francès i l'anglès. En català, existeix la variant crocodil, encara que ha caigut en desús.

## Descripció
Són rèptils carnívors que viuen en les àrees tropicals d'Àfrica, Àsia, Amèrica i Austràlia. Excel·lents nedadors, solen viure en rius de corrent lent i s'alimenten d'una àmplia varietat d'animals, preferentment vius. Una espècie, el cocodril marí (Crocodylus porosus), el més gros dels cocodrils actuals, viu indistintament en aigua dolça o estuaris marins i s'endinsa sovint en el mar, el que li ha permès de colonitzar moltes illes d'Austràlia i totes les costes des de l'Índia fins a Austràlia. El cocodril marí no és l'únic a endinsar-se en el mar, però sí el que ho fa més freqüentment. Així, el cocodril del Nil (Crocodylus nyloticus) ha travessat el mar per a colonitzar diverses illes de l'oceà Índic (entre elles Madagascar); i el cocodril americà (Crocodylus acutus) ha arribat nedant fins a la major part de les illes del Carib, i fins i tot a la punta sud de Florida.

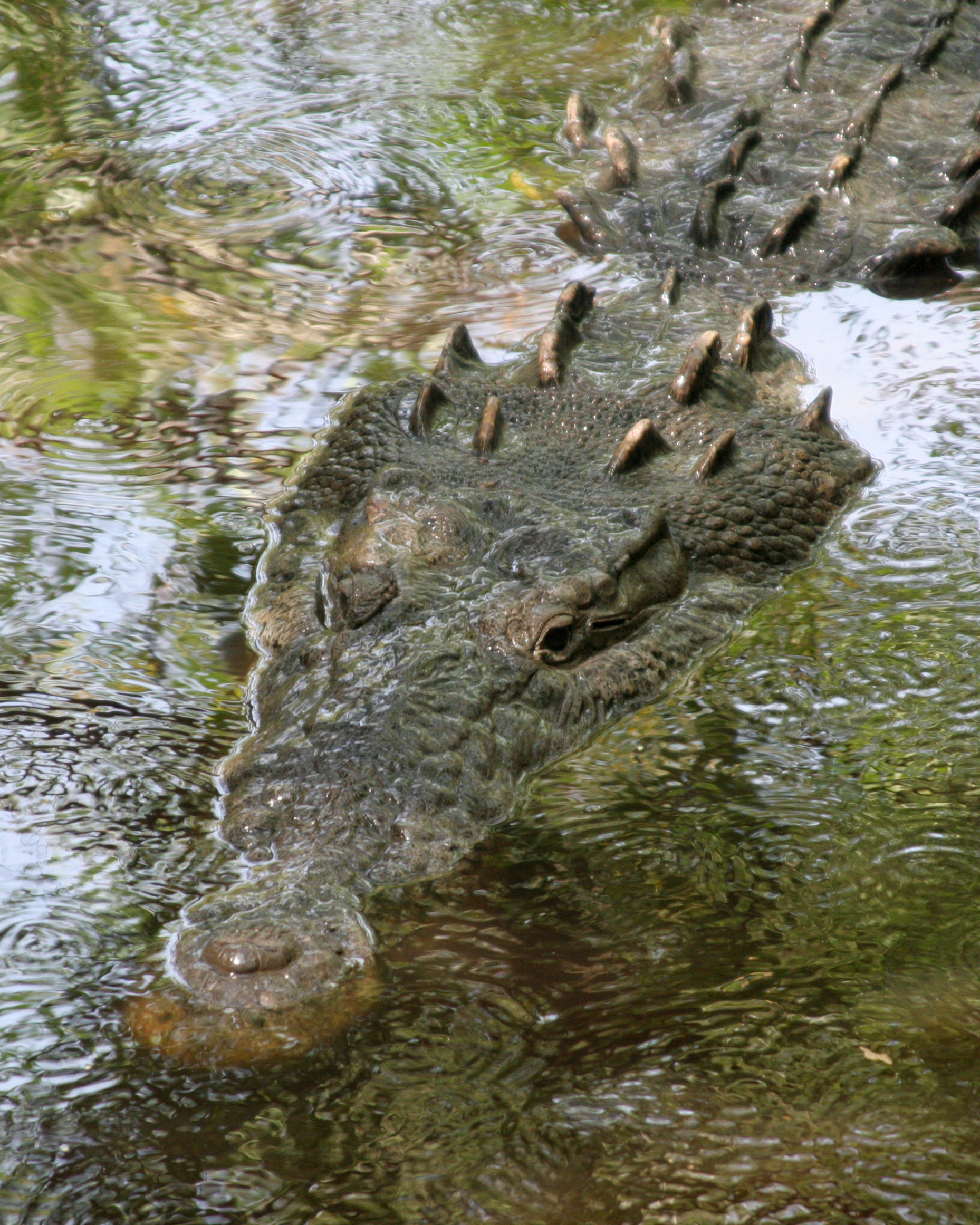
Crocodylus acutus de Mèxic.

Quan són de mida petita s'alimenten de crancs, insectes i granotes; i, en créixer, de peixos, animals morts o preses vives que aguaiten durant hores, immòbils. En un moviment ràpid i inesperat aferren la presa, amb llurs mandíbules poderoses i dents filoses, i l'arrosseguen sota aigua fins a ofegar-les. No poden mastegar, així que esquarteren la presa amb ràpides i violentes sacsejades del cap i recargolaments del cos. Els creixen dents noves per a reemplaçar les que se'ls trenquen o perden. Tenen vides bastant inactives, atès que jauen immòbils la major part del dia. Com que al matí els rius triguen a escalfar-se sovint cerquen la calor del sol en la riba del riu. A la nit l'aigua es refreda lentament, de manera que passen aquestes hores dins del riu per a mantenir-se en calor. Obrir àmpliament la boca els ajuda a escalfar-se al matí o refrescar-se al migdia: en la boca els vasos sanguinis estan prop de la superfície de la pell, el que permet que la calor passi ràpidament a llur sang.
Els cocodrils tenen cossos pesants i metabolismes generalment lents. Estan ben adaptats a la vida a l'aigua i només de tant en tant en surten, com el gavial del Ganges (Gavialis gangeticus). Sobre la terra, els cocodrils llisquen arrossegant-se sobre la panxa, tot empenyent-se amb els peus. Per a recórrer distàncies grans, adopten un «pas alt», aixecant el cos del sòl i arrossegant la cua. Les espècies més petites i els cocodrils joves poden «galopar» a velocitats de fins a 17 km/h. Tenen les fosses nasals i ulls a la part superior del cap, la qual cosa els permet de veure i respirar mentre romanen dins l'aigua. Poden respirar parcialment submergits, tancant un plec de la gola que evita que l'aigua penetri en els pulmons. Sota l'aigua, les fosses nasals i les oïdes es tanquen i una membrana transparent que tenen sobre els ulls es mou en sentit transversal i actua com una tercera parpella. Tenen la pell escamosa, dura i seca. Arriben a viure uns 80 anys.
Quan cacen, arrosseguen llurs preses al fons de l'aigua per ofegar-les si són vives, si són mortes se les mengen directament.

## Fisiologia
La fecundació és interna. Són ovípars; és a dir: ponen ous, en nius que construeixen amb bastons i branques. Però, aquesta és només la part superior del niu. Els ous en qüestió estan enterrats. De vegades, les tortugues ponen els seus ous en els nius dels cocodrils, aquests últims no s'adonen dels ous intrusos i els protegeixen i incuben com si fossin propis.
Posseïxen un cor format per quatre cavitats (dues aurícules i dos ventricles). Són peciloterms i ectoterms; és a dir, que la seva temperatura corporal varia amb l'ambiental. Respiren mitjançant els pulmons. L'abdomen i el tòrax estan separats per un diafragma muscular que també és usat en la respiració. Són carnívors. La digestió és assistida per un sac muscular que conté pedres empassades per l'animal i que l'ajuden a moldre aliments

## Taxonomia
La família Crocodylidae és subdividida en dues subfamílies, una de les quals és extinta i dos o tres gèneres vivents i diversos més d'extints:
- Subfamília Mekosuchinae †
- Subfamília Crocodylinae

Gènere Euthecodon †
Gènere Voay †
Gènere Osteolaemus
Osteolaemus tetraspis (existeix una controvèrsia actual sobre si es tracta de dues espècies o una; aquí es considera que es tracta d'una espècie amb dues subespècies: O. tetraspis tetraspis & O. t. osborni)
Gènere Crocodylus
Crocodylus acutus 
Crocodylus cataphractus (estudis d'ADN suggereixen que aquesta espècie podria merèixer un gènere propi, atès el seu caràcter basal, el gènere Mecistops)
Crocodylus intermedius 
Crocodylus johnstoni
Crocodylus mindorensis
Crocodylus moreletii 
Crocodylus niloticus
Crocodylus novaeguineae
Crocodylus palustris
Crocodylus porosus 
Crocodylus rhombifer
Crocodylus siamensis

## El cocodril a la cultura
Diversos déus estan associats al cocodril, com el Petesuchos o Sobek egipcis, el creador del món de Papua o el company del déu del Ganges. Com a rèptil, simbolitzava el món marí i aquàtic, d'on ve la vida i també el perill. Aquesta imatge de ferocitat ha estat aprofitada per la publicitat i així ha esdevingut un logotip de marques, entre les quals destaca Lacoste.
La carn de cocodril es consumeix a Austràlia i a Etiòpia i altres països africans. De la seva pell es nodreix la indústria de la marroquineria per elaborar bosses i carteres.
En heràldica, representa les ciutats de Nimes i de Bamako (Mali).
Hi ha també cocodrils cèlebres en la ficció, com ara el cocodril de Peter Pan, que es va empassar la mà del seu enemic; el capità de la guarda en la versió de Walt Disney de Robin Hood o els cocodrils que actuen com a enemics als videojocs (destacant per la seva ferocitat però no gran intel·ligència).

## Mitologia

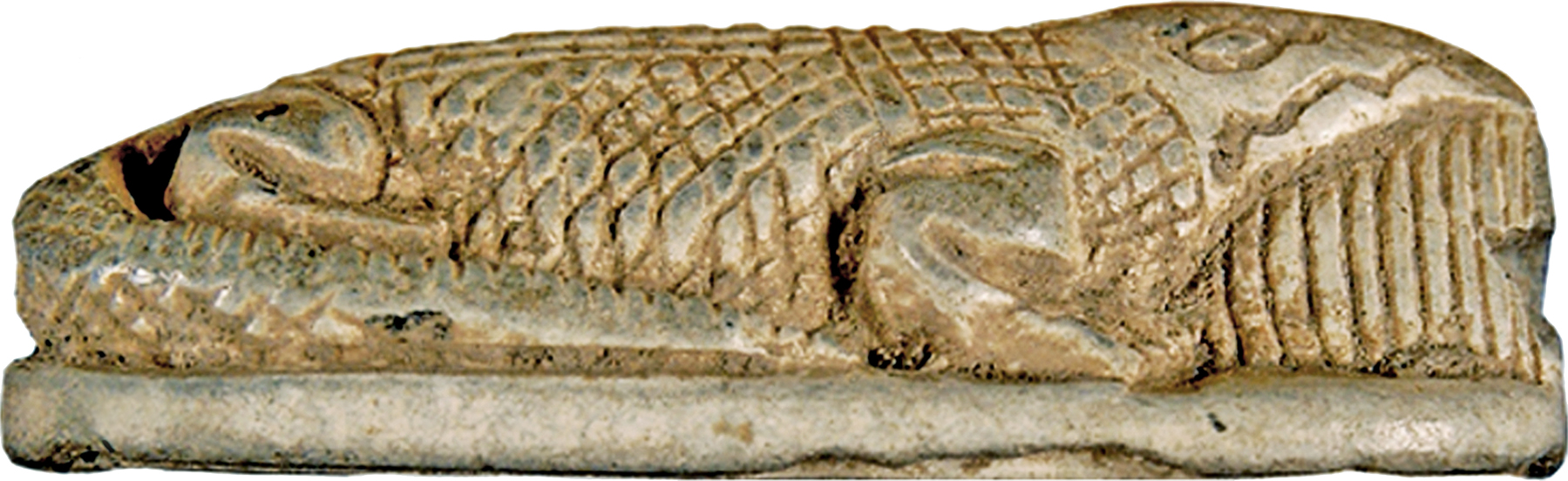
Amulet egipci amb forma de cocodril.

El cocodril era un animal sagrat en una part d'Egipte. Els habitants de Tebes i del llac Meris li tributaven un culte particular. Quan aconseguien domesticar un d'aquests animals li penjaven a les orelles pedres precioses i altres ornaments d'or i l'alimentaven amb menjars sagrats. Després de la seva mort l'embalsamaven i dipositaven en una mena d'urna, que conduïen al Laberint on sepultaven els reis. Va arribar a tal extrem la superstició dels Ombites que s'alegraven de veure els seus fills com a presa dels cocodrils.
D'altra banda aquests mateixos animals eren mirats amb terror a la resta d'Egipte, de manera que en mataven tants com podien. La religió augmentava encara l'odi natural envers un monstre tan carnívor. Seth, assassí d'Osiris i enemic de tots els déus havia pres la forma de cocodril. Segons Plutarc aquest animal és el símbol de la divinitat, perquè no té llengua, en atenció que Déu, sense parlar, imprimeix en silenci en els nostres cors, les lleis de l'equitat i de la saviesa. El seu jeroglífic era també el símbol de la tirania en el govern.
Els egipcis creien que els cocodrils vells tenien la virtut de l'endevinació i que era bon averany quan prenien una mica de menjar de la mà d'algun i al contrari quan ho refusaven. Si es compten les dents del Cocodril, diu Aquil·les Taci, es troba que el seu nombre iguala els dies de l'any. Potser és per això que els egipcis representaven la imatge del sol en un barquet que conduïa un cocodril. En fi, els egipcis adoradors dels cocodrils, deien que durant els set dies consagrats al naixement d'Apis, oblidaven la seva ferocitat natural, no causant cap dany i que al vuitè després de migdia, tornaven a la seva ferocitat acostumada. També pretenien que els cocodrils, per respecte a la Deessa Isis, que en una altra ocasió s'havia servit d'un vaixell construït de l'escorça del papir, no causaven cap mal als que navegaven al Nil amb barquets d'aquesta.

## Relació amb l'home
Els cocodrils poden atacar l'home si s'acosta massa, el més perillós és el cocodril marí (Crocodylus porosus), seguit del del Nil (Crocodylus niloticus). L'home n'ha utilitzat les pells per fer carteres i maletes i ha destruït els seus hàbitats. Els cocodrils tenen més raons per tenir por dels humans que viceversa. En moltes cultures el cocodril ha estat motiu d'adoració i respecte com els antics egipcis i tribus de Nova Guinea i del sud-est d'Àsia.

## Galeria d'imatges

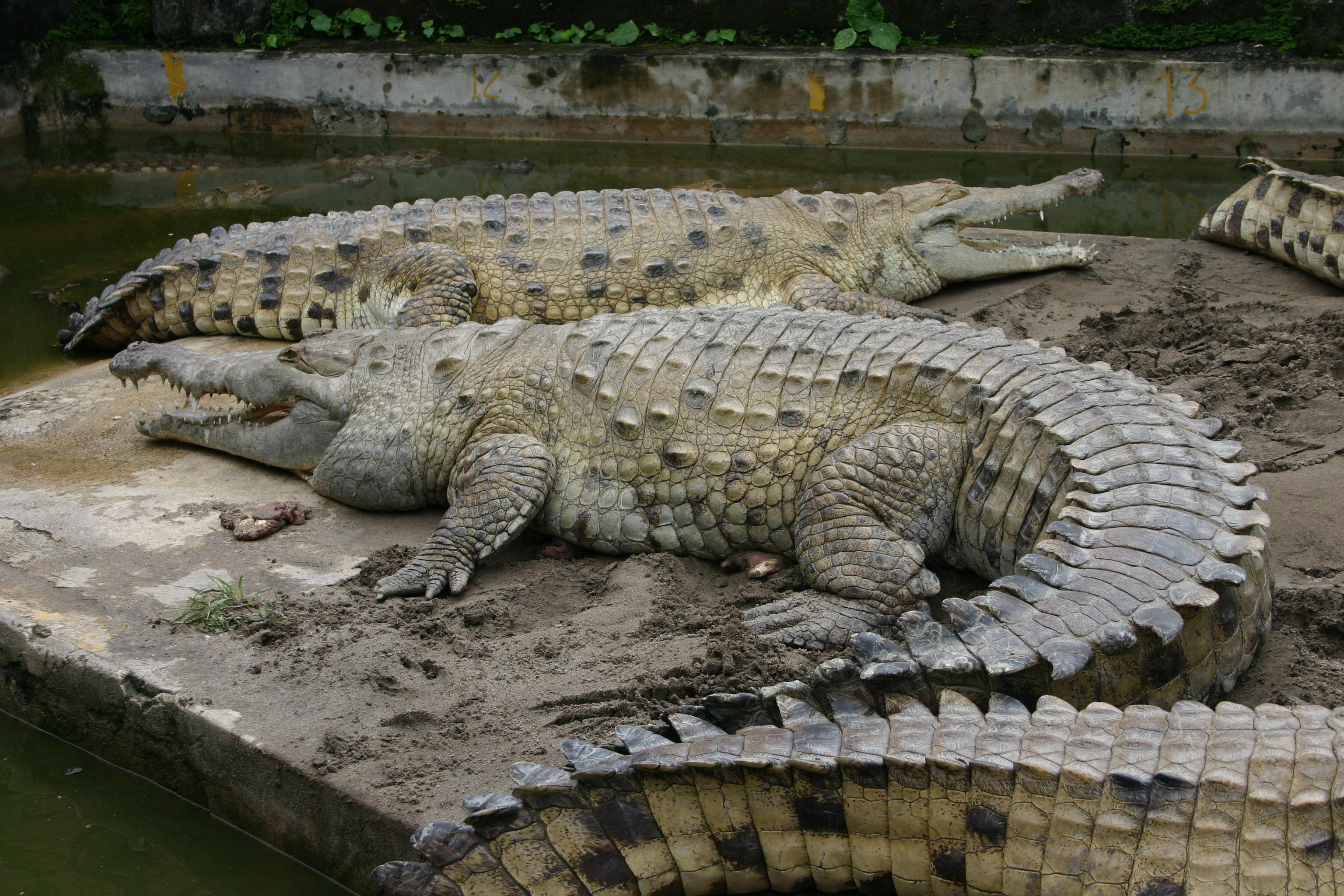
C. intermedius
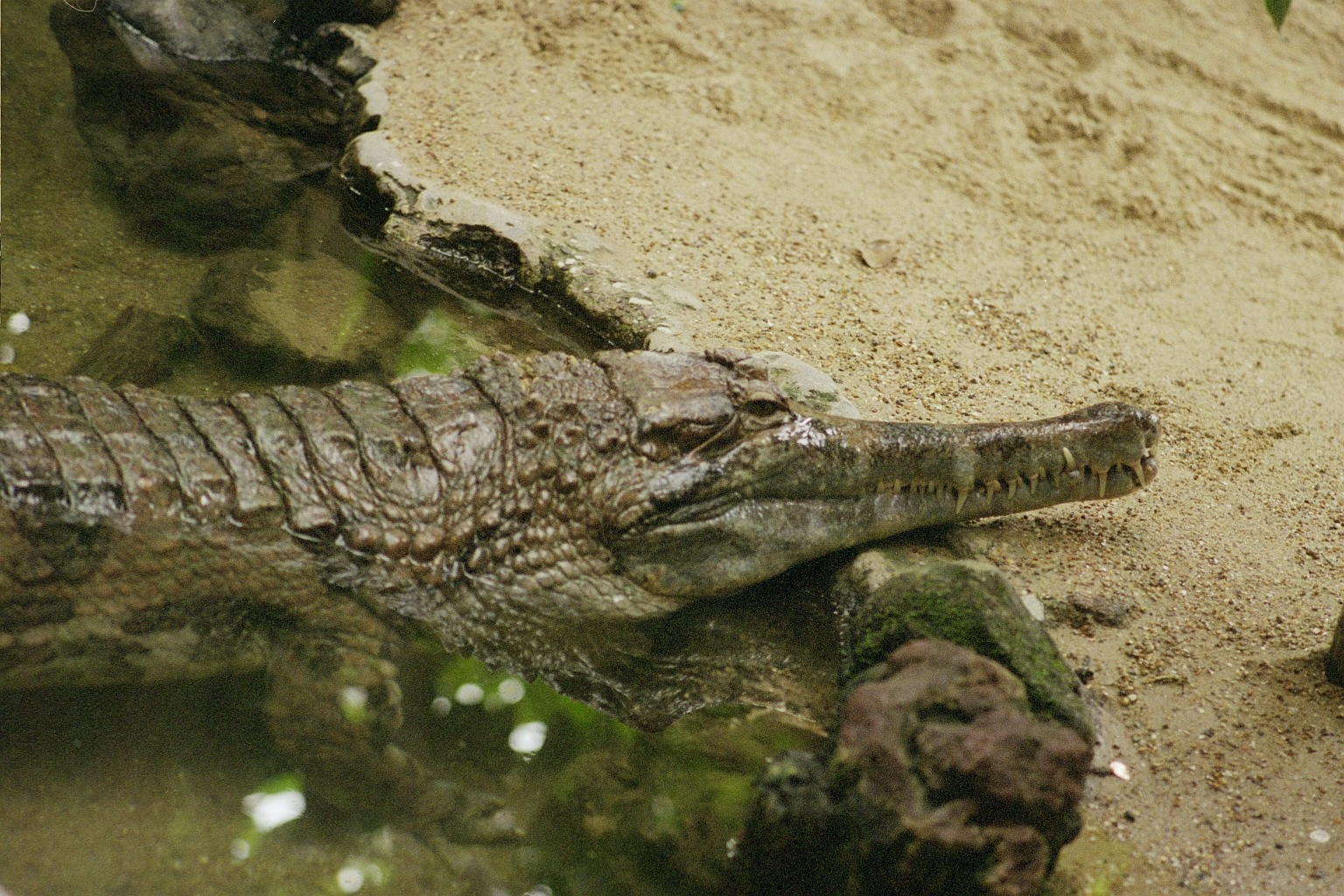
C. cataphractus
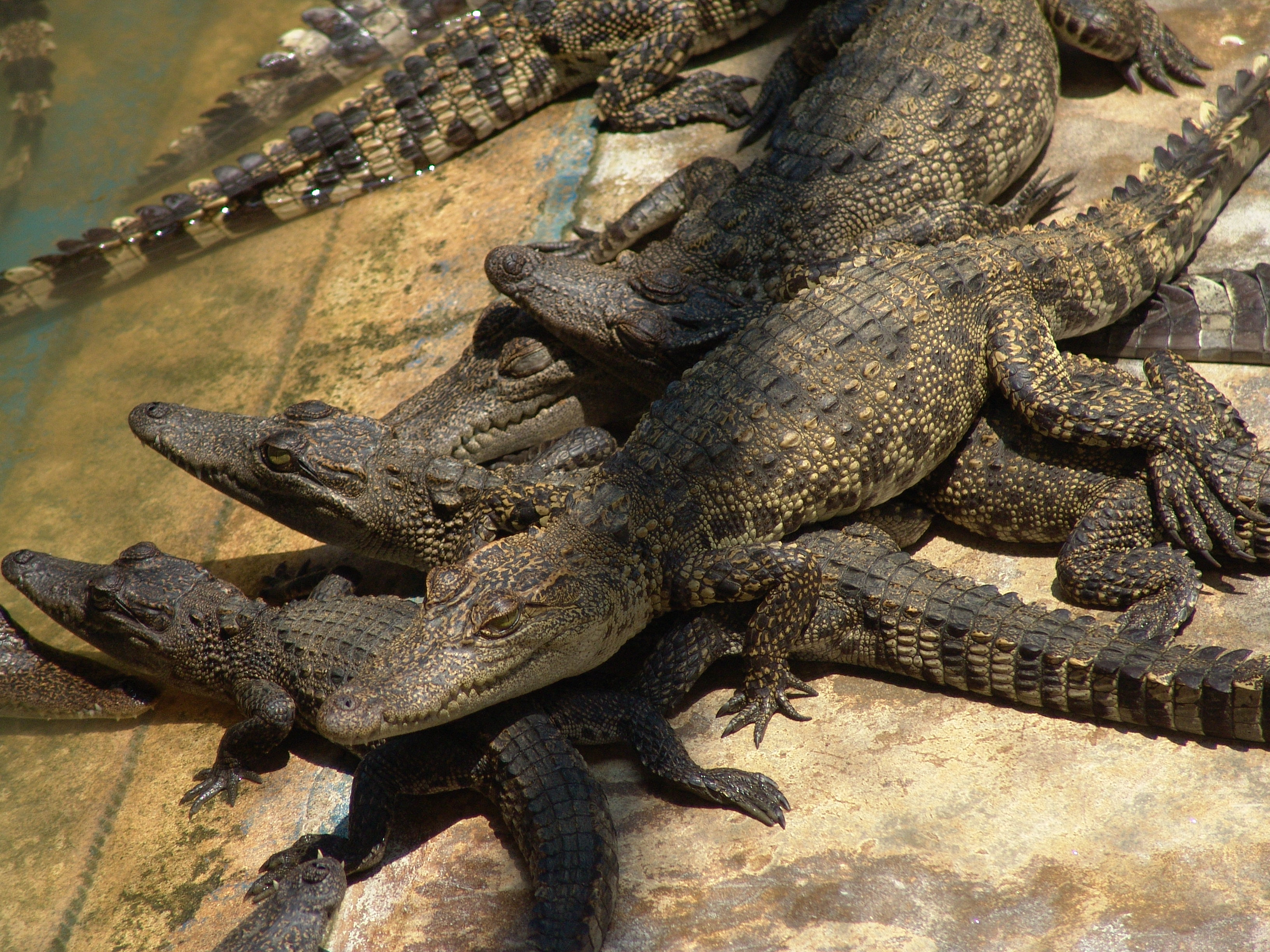
C. siamensis